# Turn- und Sportverein 1927 Ampfing
Il TSV Ampfing è una società calcistica tedesca della città bavarese di Ampfing.

## Storia
La società venne fondata il 19 maggio 1927 come club ginnico con il nome Turn- und Sportverein Ampfing, mentre la sezione calcistica nacque nel 1931. La squadra si disciolse nel dopoguerra quando le truppe alleate bandirono la maggior parte delle organizzazioni sul territorio tedesco, ma vebbe rifondata il 14 settembre 1949.
Il TSV giocò in terza divisione nella Amateur-Oberliga Bayern dal 1979 al 1989, ottenendo un terzo posto nel 1985. Uno dei suoi giocatori, Franz Schick, vinse il titolo di capocannoniere della lega nel 1981, 1982, 1985, 1986 e 1988. La squadra ha partecipato alla Coppa di Germania 1979–80, perdendo al primo turno. Dopo aver concluso al 14º posto la stagione 1989 il club subì la retrocessione nella Landesliga Bayern-Süd (IV) dove giocò fino al 2002, ad esclusione della stagione 1996–97 quando disputò la Bezirksoberliga Oberbayern (VI). Scese in Bezirksliga Oberbayern-Ost (VII) nel 2006, serie che ha vinto nel 2009.

## Palmarès
- Landesliga Bayern-Süd (IV) : 1979
- Bezirksoberliga Oberbayern (VI) : 1997
- Bezirksliga Oberbayern-Ost (V-VIII) : 1975, 1978, 2009